# Super/Man: The Christopher Reeve Story
Super/Man: The Christopher Reeve Story е документален филм от 2024 г. на режисьорите Ян Бонот и Питър Етедги за живота на Кристофър Рийв, който става активист на правата за хората с увреждания след инцидент при конна езда, който го оставя парализиран.
Като съвместна продукция между Великобритания и Съединените щати филмът е копродукция между „Уърдс + Пикчърс“, „Пашън Пикчърс“ и „Мисфитс Ентъртейнмънт“ съвместно с „Дженко Филмс“, и е закупен за разпространение от „Уорнър Брос Пикчърс“, „Ди Си Студиос“, „Ейч Би О“, „Си Ен Ен Филмс“ и стрийминг услугата „Макс“. Премиерата на филма се състои на филмовия фестивал „Сънданс“ на 19 януари 2024 г. и излиза в кината между 21 и 22 септември 2024 г.

## Източнции
1. 1 2  Wilkinson, Amber. 'Super/Man: The Christopher Reeve Story': Sundance Review //   January 22, 2024.  Архивиран от оригинала на January 24, 2024. Посетен на February 8, 2024.
2. 1 2 3 4 5  Gonzalez, Umberto. Christopher Reeve Documentary 'Super/Man' Acquired for $15 Million by Warner Bros. Discovery //   February 2, 2024.  Архивиран от оригинала на February 2, 2024. Посетен на February 2, 2024.
3. ↑  Grobar, Matt. Warner Bros. Discovery Finalizes Deal For Buzzy Sundance Doc 'Super/Man: The Christopher Reeve Story' //   February 2, 2024.  Архивиран от оригинала на March 3, 2024. Посетен на April 11, 2024.
4. ↑  Johnson, Lottie Elizabeth. 'He harnessed the power of Superman': Christopher Reeve's real-life heroism unfolds at Sundance //   Deseret News, January 22, 2024.  Архивиран от оригинала на February 4, 2024. Посетен на February 8, 2024.
5. ↑  D'Alessandro, Anthony. 'Super/Man: The Christopher Reeve Story' To Hit Theaters In September – CinemaCon //   April 9, 2024.  Архивиран от оригинала на April 10, 2024. Посетен на April 10, 2024.